# Ottavio Zoppi
Pour les articles homonymes, voir Zoppi.
Ottavio Zoppi (Novare, 16 janvier 1870 - Milan, 17 mars 1962) était un général et homme politique italien, plusieurs fois décoré pendant la Première Guerre mondiale et sénateur du royaume d'Italie.

## Biographie

### Carrière militaire
Fils du sénateur du royaume Vittorio Zoppi, issu d'une vieille famille piémontaise, Ottavio Zoppi est initié à la carrière militaire et entre à l'école militaire de Milan en 1886 comme officier stagiaire. Marié à Ida Poggi, son fils Vittorio a occupé les plus hautes fonctions dans la carrière diplomatique après la Seconde Guerre mondiale.
En 1911-12, Ottavio Zoppi participe à la guerre italo-turque et se distingue dans la conquête de Rhodes.
Au début de la Première Guerre mondiale, il est commandant de bataillon dans les Dolomites de Cadore. Il commande le 23e régiment d'infanterie de la brigade de Côme (2e division) du 19 janvier 1916 au 8 juin 1917, devenant colonel (colonnello) pour mérite de guerre le 1er avril 1916.
Ayant le grade de général de brigade (Maggior Generale), il se voit confier le 9 juin 1917 le commandement de la brigade de Salerne, et participe à l'offensive extrêmement dure sur Hermada, obtenant la nomination de général de division (Maggior Generale) pour mérite de guerre.
En mars 1918, il se voit confier le commandement de la toute nouvelle 1re division d'assaut, composée de neuf divisions de soldats audacieux, qui fera plus tard partie du nouveau corps d'armée d'assaut avec la 2e division d'assaut. La nouvelle division entre en action pour la première fois sur le Piave lors de la bataille décisive du Solstice. Quelques mois plus tard, au début de la bataille de Vittorio Veneto, Zoppi commanda le franchissement du Piave et l'attaque avec quelques bataillons dans la plaine de Sernaglia, alors que le reste de sa division était encore contraint de se replier sur la rive droite du Piave, bloquée par la crue du fleuve et la destruction des ponts, et fut parmi les artisans de la percée des troupes autrichiennes.
De mars à juin 1919, Zoppi et sa division d'assaut sont envoyés en Tripolitaine. À leur retour, plusieurs de ses officiers participent à l'entreprise de Fiume parmi les légionnaires de Gabriele d'Annunzio, malgré son interdiction.
Dans les années qui suivent la Première Guerre mondiale, Zoppi commande la division de Vérone, le corps d'armée de Bologne, il est inspecteur général des troupes alpines (1926-28) et inspecteur général de l'infanterie (à partir de 1933), rôle dans lequel il favorise le développement de la "spécialité" de la "Carrista d'infanterie". Le 23 février 1928, il est promu général de corps d'armée (Generale di Corpo d'Armata) et, le 11 octobre 1933, il est nommé au conseil de l'armée.

### Carrière politique
Zoppi est nommé sénateur du royaume d'Italie le 30 octobre 1933 ; du 17 avril 1939 au 5 août 1943, il est membre de la Commission des forces armées et de la Commission de jugement de la Haute Cour de justice.
Le 7 août 1944, il est déféré devant la Haute Cour de justice pour être sanctionné contre le fascisme avec les autres sénateurs du Royaume considérés comme coresponsables du fascisme ; le 5 décembre suivant, sa demande de déchéance de la qualité de sénateur est rejetée. Il cesse ses fonctions avec l'avènement de la République et se retire de la politique. Le 20 mars 1962, sa figure a été commémorée au Sénat avec la conclusion suivante : "Il représente l'une des plus belles figures de l'histoire de notre Patrie et a donc droit, à juste titre, au plus profond sentiment de notre gratitude".
Il a été président de l'Unione Nazionale Ufficiali in Congedo d'Italia et président de la Federazione Nazionale degli Arditi.

### Homonymes
Ottavio Zoppi ne doit pas être confondu avec le général Gaetano Zoppi, avec lequel il n'avait aucun lien de parenté et qui commandait la division à laquelle appartenait la brigade de Salerne. Il avait cependant un frère, Enrico (1871-1955), également général dans l'armée royale, mais dans l'artillerie. Enrico a reçu deux médailles d'argent pour la valeur militaire et trois croix du Mérite de guerre.

### Carrières militaires
- Inspecteur des troupes alpines (3 avril 1926-24 février 1928)
- Général de corps d'armée (23 février 1928)
- Chargé des fonctions d'inspecteur des troupes alpines (24 février 1928).
- Membre du Conseil de l'Armée (11 octobre 1933)

### Bureaux et titres
- Président de l'Union nationale des officiers en congé d'Italie (Unione nazionale ufficiali in congedo d'Italia - UNUCI)
- Président de la Fédération nationale des Arditi

### Commissions sénatoriales
- Membre de la Commission des Forces Armées (17 avril 1939-5 août 1943)
- Membre de la Commission de la Haute Cour de Justice (17 avril 1939-5 août 1943)

## Distinctions honorifiques
- Chevalier grand-croix décoré du grand cordon de l'ordre des Saints-Maurice-et-Lazare - 17 janvier 1935
 - Chevalier grand-croix décoré du grand cordon de l'ordre de la Couronne d'Italie - 25 octobre 1931
 - Chevalier de l'ordre militaire de Savoie - 4 mars 1921
 - Médaille de bronze de la valeur militaire (3 donations)
 - Croix du Mérite de guerre
 - Médaille mauricienne du mérite militaire de 10 années
 - Médaille commémorative de la guerre italo-turque 1911-1912
 - Médaille commémorative de la guerre italo-autrichienne 1915-1918 (4 ans de campagne)
 - Médaille commémorative de l'Unité italienne
 - Médaille italienne de la Victoire interalliée